# CSKA Sofia (szachy)
CSKA Sofia (buł. ШК ЦСКА София) – bułgarski klub szachowy z siedzibą w Sofii, dwukrotny mistrz kraju, sekcja CSKA Sofia.

## Historia
Sekcja szachowa była jedną z ośmiu sekcji, które istniały przy CSKA Sofia od momentu założenia stowarzyszenia 5 maja 1948 roku. Początkowo funkcjonowała pod nazwą Narodna Wojska (Народна войска), a pierwszym trenerem był Aleksandyr Cwetkow. Klub uczestniczył w pierwszej edycji mistrzostw Bułgarii, zajmując trzecie miejsce. Taki sam rezultat uzyskano w latach 1951–1953, a w sezonie 1954 zespół zdobył wicemistrzostwo kraju. W 1972 roku drużyna kobiet zdobyła mistrzostwo kraju. W sezonach 1980–1981, występując wówczas jako CSKA Septemwrijsko Zname, klub zajmował trzecie miejsce. W 1988 roku zespół zdobył pierwszy tytuł mistrzowski, a dwa lata później uzyskano drugie mistrzostwo. W 1990 roku CSKA zadebiutował ponadto w Pucharze Europy, odpadając wówczas w pierwszej rundzie po porażce z Lokomotiwem Moskwa. W sezonie 2008 zespół zajął drugie miejsce w krajowych mistrzostwach, a rok później – trzecie. W 2010 roku klub ponownie zdobył wicemistrzostwo, natomiast kobiety zdobyły mistrzostwo kraju. W 2014 roku CSKA uzyskał tytuł wicemistrzowski, a rok później zajął trzecie miejsce w lidze.
Zawodnikami klubu byli m.in. Petyr Arnaudow, Ana Benderać, Miłko Bobocow, Silvia Collas, Aleksandyr Cwetkow, Deimantė Daulytė, Radosław Dimitrow, Władimir Dimitrow, Emilia Dżingarowa, Iwajło Enczew, Ewgeni Ermenkow, Ljubka Genowa, Kirił Georgiew, Władimir Georgiew, Rumiana Goczewa, Jordan Grigorow, Wencisław Inkiow, Stojan Iwanow, Antonija Iwanowa, Atanas Kolew, Davorin Kuljašević, Constantin Lupulescu, Władysław Niewiedniczy, Gabriela Olărașu, Krasimir Rusew, Stefka Sawowa, Wasił Spasow, Anđelija Stojanović, Wesmina Szikowa i Jelena Zajac.